# Liste der Baudenkmäler in Manheim
Die Liste der Baudenkmäler in Manheim enthält die denkmalgeschützten Bauwerke auf dem Gebiet von Kerpen-Manheim in Nordrhein-Westfalen (Stand: Januar 2021). Diese Baudenkmäler sind in der Denkmalliste der Stadt Kerpen eingetragen; Grundlage für die Aufnahme ist das Denkmalschutzgesetz Nordrhein-Westfalen (DSchG NRW).

## Baudenkmäler
Die Liste der Baudenkmäler enthält Sakralbauten, Wohn- und Fachwerkhäuser, historische Gutshöfe und Adelsbauten, Industrieanlagen, Wegekreuze und andere Kleindenkmäler sowie Grabmale und Grabstätten, die eine besondere Bedeutung für die Geschichte Erftstadts haben.
Hinweis: Die Reihenfolge der Denkmäler in dieser Liste entspricht der offiziellen Liste und ist nach Bezeichnung, Ortsteilen und Straßen sortierbar.
| Bild                                              | Bezeichnung                                       | Lage                                            | Beschreibung | Bauzeit | Eingetragen seit      | Denkmal- nummer |
| ------------------------------------------------- | ------------------------------------------------- | ----------------------------------------------- | ------------ | ------- | --------------------- | --------------- |
| Wegekreuz                                         | Wegekreuz                                         | Manheim Forsthausstr./Jägerring Karte           |              |         | 03.02.2003            | 139             |
| Wegekreuz                                         | Wegekreuz                                         | Manheim Bennenwinkelstr./ Esperantostr. Karte   |              |         | 19.08.2008            | 151             |
| Wohnhaus                                          | Wohnhaus                                          | Manheim Bergheimer Str. 10 Karte                |              |         | 01.12.1988            | 173             |
| Wegekreuz                                         | Wegekreuz                                         | Manheim Berrendorfer Str./ Friedenstr. Karte    |              |         | 18.09.2003            | 93              |
| Wohnhaus                                          | Wohnhaus                                          | Manheim Blatzheimer Str. 9 Karte                |              |         | 17.01.1989            | 247             |
| Kriegerdenkmal und Wegekreuz neben Kriegerdenkmal | Kriegerdenkmal und Wegekreuz neben Kriegerdenkmal | Manheim Blatzheimer Str./ Bergheimer Str. Karte |              | 1875    | 19.08.2008 14.08.2013 | 119             |
| Wegekreuz                                         | Wegekreuz                                         | Manheim Blatzheimer Str./Kölnstr. Karte         |              |         | 26.01.2004            | 92              |
| Wegekreuz                                         | Wegekreuz                                         | Manheim Buirer Str. Karte                       |              |         | 15.01.1998            | 140             |
| Wohnhaus                                          | Wohnhaus                                          | Manheim Forsthausstr. 15 Karte                  | Wohnhaus     |         | 01.12.1988            | 176             |
| Wohnhaus                                          | Wohnhaus                                          | Manheim Forsthausstr. 17 Karte                  |              |         | 02.12.1988            | 177             |
| Wohnhaus                                          | Wohnhaus                                          | Manheim Forsthausstr. 30 Karte                  |              |         | 15.02.1989            | 103             |
| Kapelle Forsthausstr. + Wegekreuz                 | Kapelle Forsthausstr. + Wegekreuz                 | Manheim Forsthausstraße Karte                   |              | 1772    | 26.01.2004            | 74              |
| Wohnhaus                                          | Wohnhaus                                          | Manheim St.-Albanus-Str. 14 Karte               |              |         | 17.10.1988            | 227             |
| Wegekreuz                                         | Wegekreuz                                         | Manheim Verlängerung Weyernstr. Karte           |              |         | 25.08.2008            | 273             |
| Kath. Pfarrkirche St. Albanus + Friedhof          | Kath. Pfarrkirche St. Albanus + Friedhof          | Manheim Karte                                   |              |         | 13.03.1990            | 57              |
| Haus Bochheim                                     | Haus Bochheim                                     | Manheim Karte                                   |              |         | 03.08.1989            | 248             |

## Belege
1. ↑  Denkmalliste der Stadt Kerpen, übermittelt durch die Untere Denkmalbehörde Kerpen.